# تسویوشی کانکو
تسویوشی کانکو (انگلیسی: Tsuyoshi Kaneko؛ زادهٔ ۸ آوریل ۱۹۸۳) بازیکن فوتبال اهل ژاپن است.
از باشگاه‌هایی که در آن بازی کرده‌است می‌توان به باشگاه ورزشی توچیگی اشاره کرد.